# Urházy Gábor László
Urházy Gábor László (korábban: Gábor László) (Zilah, 1973. november 27. –) magyar színész.

## Életpályája
Zilahon született 1973. november 27-én, középiskolai tanulmányait is itt folytatta. 1996-ban színészként végzett a kolozsvári Babeș–Bolyai Tudományegyetem színházművészeti fakultásán. A diploma után Szatmárnémeti és Székelyudvarhely színházaiban játszott. 2000-2023 között a zalaegerszegi Hevesi Sándor Színház társulatának tagja volt.

## Fontosabb színházi szerepei
- Carlo Goldoni: Két úr szolgája... Truffaldino
- Donato Giannotti: A vén szerelmes... Lionetto Catellini
- Oscar Wilde: Bunbury... John Worthing (alias Jack)
- Bereményi Géza: Shakespeare királynője... Tilney (a Vigasságok Főmestere)
- Bereményi Géza: Laura... Férfi II.
- Bereményi Géza – Kovács Krisztina: Apacsok... Bajomi (Szilaj Ló)
- Arthur Miller: A salemi boszorkányok... Hawthorne bíró
- Friedrich Schiller: Az orleansi szűz... Gróf Dunois (Orleans fattya)
- Molière: A fösvény... La Fleche (Cléante bizalmasa)
- Molière: Gömböc úr... Eraste (Julie szerelmese)
- Molière: Scapin furfangjai... Scapin
- William Shakespeare: Lear király... Alban hercege, Goneril férje
- William Shakespeare: III. Richárd... Apát
- William Shakespeare: Rómeó és Júlia... Lőrinc barát (franciskánus)
- William Shakespeare: Vízkereszt, vagy bánom is én... Orsino herceg (Illíria uralkodója)
- William Shakespeare: A windsori víg nők... Dr. Caius
- Molnár Ferenc: Üvegcipő... Császár Pál
- Molnár Ferenc: Liliom... Liliom
- Szilágyi László – Kellér Dezső: 3:1 a szerelem javára... Károlyi Gyurka
- Móricz Zsigmond: Úri muri... Lefkovits ügyvéd
- Madách Imre: Az ember tragédiája... Mihály főangyal, Sergiolus, Marquis, A nyegle, Michelangelo
- Szabó Magda: Régimódi történet... Kálmánka
- Vaszary János: A vörös bestia... Félix (bankigazgató)
- James Rado – Gerome Ragni – Galt MacDermot: Hair... Claude Bukowski
- Tasnádi István: A magyar zombi... Pál (médiaszemélyiség)
- Tasnádi István: Tranzit... Sportoló 2.
- Tasnádi István: Közellenség... Kallheim
- Gádor Béla – Tasnádi István: Othello Gyulaházán... Vermes (színházigazgató)
- Bertolt Brecht – Kurt Weill: Koldusopera... Peachum
- Bertolt Brecht: A szecsuáni jólélek... Isten
- Ivan Kušan: Galócza... Borisz Mozsbolt (földmérő)
- Dobozy Imre – Ránki György – Garai Gábor – Vajda Anikó – Vajda Katalin: Villa Negra... Igazgató
- John Kander – Fred Ebb – Bob Fosse: Chicago... Billy Fynn
- Forgách András: Holdvilág és utasa... Mihály
- Nyikolaj Vasziljevics Gogol: A revizor... Artyemij Filippovics Zemljanyika (a közjótékonysági intézmények főgondnoka)
- Georges Feydeau: A hülyéje... Vatelin
- Anton Pavlovics Csehov: Cseresznyéskert... Lopahin (Jermolaj Alekszejevics, kereskedő)
- Hamvai Kornél: Szigliget... Pippolo Luigi (riporter)
- Egressy Zoltán: Portugál... Retek
- Presser Gábor – Varró Dániel – Teslár Ákos: Túl a Maszat-hegyen... Büdös Pizsamázó
- Walter Bobbie – Tom Snow – Dean Pitchford: Footloose... Cowboy Bob
- Paul Portner: Hajmeresztő... Edward Lawrence (régiségkereskedő)
- Gotthold Ephraim Lessing: Bölcs Náthán... A Dervis
- Szálinger Balázs: Köztársaság... Arianész (görög kalóztiszt)
- Erich Kästner: Emil és a detektívek... Grundeis
- Pierre-Augustin Caron de Beaumarchais: Figaro házassága... Basil (a grófné zenetanára)
- Krusovszky Dénes: Az üveganya... Tamás (Virág barátja)
- Alexandre Dumas – Jean-Paul Sartre: Kean, a színész... Walesi herceg
- Bolba Tamás – Szente Vajk – Galambos Attila: Csoportterápia... Sziszi
- Ray Cooney: A miniszter félrelép... Ronnie (Jane férje)
- Jaroslav Hašek – Spiró György: Svejk... Lukáš főhadnagy
- Tolcsvay László – Müller Péter – Bródy János: Doctor Herz... Pancho
- Tamási Áron: Csalóka szivárvány... Kund Ottó
- Tim Rice – Andrew Lloyd Webber: Evita... Juan Peron
- J. M. Barrie: Pán Péter... Mr. Darling; Hook kapitány
- Agatha Christie: ...és már senki sem!... Philip Lombard
- Déry Tibor – Pós Sándor – Presser Gábor – Adamis Anna: Képzelt riport egy amerikai popfesztiválról... Riporter 1
- Francis Veber: Bérgyilkos a barátom... Ralph
- Dés László – Geszti Péter – Békés Pál: A dzsungel könyve... Buldeó
- Moravetz Levente – Balásy Szabolcs: Zrínyi 1566... Lahib, (Rribék János) janicsár
- L. Frank Baum – Tompagábor Kornél – Monostori János: Óz... Madárijesztő
- Tracy Letts: Augusztus Oklahomában... Bill Fordham, Barbara férje
- Dés László – Nemes István – Koltai Róbert – Nógrádi Gábor: Sose halunk meg... Rendőr
- Ray Cooney – John Chapman: Kölcsönlakás... Henry Lodge
- Vajda Katalin: Legyetek jók, ha tudtok... Jacomo; Elia; Hóhér
- David Seidler: A király beszéde... Bertie, York hercege
- Marc Camoletti: Boeing-Boeing... Bernard
- Arne Sultan – Earl Barett – Ray Cooney: A feleség negyvennél kezdődik... Roger
- Mikó Csaba: Herkules – A kezdet... Arész; Férfi
- Mikszáth Kálmán: A Noszty fiú esete Tóth Marival... Noszty Pál
- Szörényi Levente – Bródy János: Kőműves Kelemen... Boldizsár

## Filmek, tv
- A windsori víg nők (1994)
- Bál a pusztán (1997)
- Pattogatot kukorica (1999)
- Koller Éva bátorsága (2018)

## Díjak, elismerések
- Máriáss József-díj (2006; 2022)
- Nívódíj (2014; 2020)
- Közönség-díj (2017; 2022)
- Prima Megyei,ZalaMegyei Díj-Magyar Színház,Film és Táncművészet Kategória Díj